# Marin Ceaușu
Marin Ceaușu (n. 16 august 1891, Bârca, Dolj, România – d. 21 august 1954, București, România) a fost un general român, care a luptat în cel de-al Doilea Război Mondial. 
A deținut următoarele funcții militare
- 1913-1916 - Comandant Pluton în Regimentul 5 Artilerie.
- 1916-1917 - Comandant de Baterie în Regimentul 1 Artilerie.
- 1939-1942 - Comandant al Regimentului 14 Artilerie.
- 1942 - Comandant al artileriei Diviziei 2 Infanterie.
- 1942-1943 - fiind rănit, în spital, a fost pus la dispoziția Corpului 1 Armată.
- 1943-1944 - Comandant al artileriei Corpului 4 Armată.
- 1944-1945 - Comandant al Corpului 5 Armată.
- 1945 - Comandant al Diviziei 21 Infanterie.
- 24 iulie 1946 - A fost trecut în cadrul disponibil.
- 11 august 1947 - În rezervă.

În Primul Război Mondial a participat la luptele de la Muncelu, Târgu Ocna și Cireșoaia. 
O perioadă a fost profesor la Școala militară de artilerie și geniu. 
În al Doilea Război Mondial s-a remarcat în bătălia de la sud Harkov și în timpul ofensivei spre Stalingrad, când a fost rănit de explozia unei mine (5 septembrie 1942), precum și pe timpul luptelor din Moldova (1944). A condus Divizia 21 Infanterie în luptele din Cehoslovacia în timpul operațiunii "Praga" (1945).
În 1943 este avansat la gradul de General de Brigadă.
A fost decorat la 4 august 1945 cu Ordinul Militar „Mihai Viteazul” cu spade, clasa III, „pentru curajul și inițiativa de care a dat dovadă în conducerea unităților de pe întreg sectorul diviziei sale, remarcându-se în special în luptele pentru cucerirea cotelor 598, 757-747, și mai ales pentru ruperea rezistențelor inamice, de pe frontul Kikula (cotele: 770 și 799), reușind să cucerească obiectivele
fixate. După ruperea rezistențelor inamice dela cotele 770 și 779 (30 IV. 1945), continuând înaintarea, cucerește zone Zegradite și nedând inamicului răgaz să se organizeze la teren, trece la atac, cucerind astfel importantele localități Ludikov Jderna-Boseovite, Udusiu și Nemțike”.

## Decorații
- Ordinul „Steaua României” în gradul de ofițer (8 iunie 1940)[2]
- “Steaua României”, clasa a III-a
- Ordinul „Mihai Viteazul” cu spade, cl. a III-a (4 august 1945)[1]
- “Crucea de Fier”, clasa a II-a și I.
- “Vulturul German”.